# مايك غولدينج
مايك غولدينج (بالإنجليزية: Mike Golding)‏ هو مستكشف بريطاني، ولد في 27 أغسطس 1960 في Borough of Great Yarmouth ‏ في المملكة المتحدة.